# 何塞·路易斯·加西亚·费雷罗
何塞·路易斯·加西亚·费雷罗（西班牙語：José Luis García Ferrero，1929年11月30日—2020年7月28日），西班牙兽医、政治人物，1982年曾在卡尔沃-索特洛内阁短暂出任农业、渔业与食品大臣。

## 生平
1929年生于托莱多省丰萨利达。毕业于马德里康普顿斯大学，从事兽医工作。1968年，任农业部牲畜防疫和卫生总局副局长。1971年，任中央区域动物卫生实验室主任。1976年，任农业部农业产业总局局长兼国家原产地命名协会主席。1978年，任农业生产总局局长。1980年至1982年，历任农业部副大臣、农业和自然保护部副大臣。1982年9月13日接替何塞·路易斯·阿尔瓦雷斯，担任农业、渔业与食品大臣，直至同年12月费利佩·冈萨雷斯上台，任命新的内阁大臣。2020年7月28日逝世。

## 荣誉
- 农业功绩大十字勋章（1970年）[4]
- 卡洛斯三世大十字勋章（1982年）[5]
- 西班牙兽医学会金质奖章（2007年）[6]
- 宪法功绩奖章（2011年）[7]